# Paul Périgord
Paul Hélie Périgord (* 23. Oktober 1882 in Saint-Lys; † 4. November 1959 in Nyack, New York) war ein US-amerikanischer Romanist französischer  Herkunft.

## Leben und Werk
Périgord studierte in Toulouse, ging 1902 in die Vereinigten Staaten und lehrte von 1907 bis 1914 Ethik am Seminar von Saint Paul, Minnesota. 1912 erwarb er an der University of Chicago den Mastergrad mit der Arbeit Catholic social action in France. 1913 erwarb er einen zweiten Mastergrad an der Columbia University und studierte weiter an der Harvard University. Bei Kriegsausbruch 1914 meldete er sich freiwillig und stieg auf  zum Infanteriehauptmann. Nach Verwundung in der Schlacht um Verdun wurde er militärischer Ausbilder.
Von 1919 bis 1924 lehrte er Europäische Geschichte am California Institute of Technology. 1923 erhielt er die amerikanische Staatsbürgerschaft. 1924 promovierte er an der University of Minnesota mit der Arbeit The International labor organization. A study of labor and capital in cooperation (New York 1926, chinesisch Shanghai 1928, 1933) und war von 1924 bis 1947 Professor für Französische Landeskunde an der  University of California, Los Angeles (von 1931 bis 1932 auch Dekan), von 1947 bis 1950 in der gleichen Funktion an der University of California, Santa Barbara. 1950 ging er nach Haiti und gab dort eine Zeitung  heraus.
Auf Wunsch von Woodrow Wilson hielt Périgord in allen großen Städten der Vereinigten Staaten Vorträge zur Förderung des Völkerbunds. Er war Mitglied der Ehrenlegion.

## Werke
- Great American Personalities, 3 Bde., Los Angeles 1935–1937